# Базавлуцкий, Сергей Семёнович
Сергей Семёнович Базавлуцкий (25 августа 1949, Кривой Рог, Днепропетровская область — 26 декабря 2024) — российский предприниматель и меценат. Директор ООО «Кривбасс».

## Биография
Родился 25 августа 1949 года в городе Кривой Рог Днепропетровской области.
Окончил среднюю школу № 38 в Кривом Роге. После окончания Криворожского горного техникума по специальности «разработка рудных месторождений» семь лет проработал на железорудных шахтах бурильщиком и горным мастером.
В 1975 году переехал на Колыму, где около шести лет проработал на золотодобывающих шахтах на участке «Молодёжная» копи «Бурхала», а потом ещё десять лет работал начальником карьера на участке «Речная» копи «Штурмовая».
В 1989 году избран директором артели «Кривбасс». В 1993 году Базавлуцкий вместе с сыном Семёном создал ООО «Артель старателей „Кривбасс“». В 2012 году на предприятии было добыто 655 кг золота, а в 2013 году — 887,5 кг золота. Базавлуцкий неоднократно выступал за уменьшение налоговой нагрузки на золотодобывающие предприятия.
Базавлуцкий занимался благотворительностью, в том числе финансировал съемки трёхсерийного фильма «Украинцы на Колыме» (реж. Александр Рябокрыс), который демонстрировался на «Первом национальном» телеканале на Украине.
Базавлуцкий не употреблял спиртного и не курил, запретил курение на всей территории предприятия.
Сергей Базавлуцкий и его сын Семён являлись гражданами России, в свою очередь, его мать, жена, две дочери, сноха и внуки — граждане Украины.
Сергей Базавлуцкий умер 26 декабря 2024 года в возрасте 75 лет, о чём на следующий день сообщила мэрия Магадана.

## Награды
24 сентября 2007 года награждён медалью ордена «За заслуги перед Отечеством» 2-й степени за достигнутые успехи и многолетнюю добросовестную работу.